# Blaundus
Blaundus (łac. Diœcesis Blaundenius) – stolica historycznej diecezji w Cesarstwie Rzymskim (prowincja Lidia), współcześnie w Turcji. Pewne historycznie wzmianki o tej diecezji pochodzą z IV–V wieku. Od 1933 figuruje na liście katolickich diecezji tytularnych, od 1970 nie jest obsadzona.

## Biskupi tytularni
| Lp. | Biskup                  | Od                | Do               |
| --- | ----------------------- | ----------------- | ---------------- |
| 1   | Michael On Prakhongchit | 7 maja 1953       | 23 stycznia 1958 |
| 2   | Victor-Jean Perrin      | 26 listopada 1961 | 10 grudnia 1970  |